# Anne de Beaujeu
Anne de Beaujeu eller Anne av Frankrike, född 3 april 1461, död 14 november 1522, var en fransk prinsessa, Frankrikes regent under sin bror Karl VIII:s omyndighet 1483–1492 och regent av hertigdömet Bourbon under dotterns omyndighet från 1503. Hon var en av det dåtida Europas största kvinnliga makthavare och kallades Madame la Grand ("Den stora damen").

## Biografi
Anne var dotter till Ludvig XI av Frankrike och Charlotte av Savoyen. Anne förlovades med hertig Nicolaus av Lothringen och utnämndes till vicegrevinna av Thouars 1468, men då förlovningen bröts 1473 återkallades titeln. 
Den 3 november 1473 gifte hon sig med hertig Peter II av Bourbon, som samtidigt utnämndes till regent över Beaujeu (Beaujolais), därav hennes namn. Hennes far hade hög tanke om hennes förmåga och kallade henne "Den minst dumma kvinnan i Frankrike". Genom att utse henne snarare än sin fru till förmyndare för deras son bröt han etablerad sed, och Anne blev den första regent som styrt landet som förmyndare för sin bror.

### Frankrikes regent
Anne blev år 1483 Frankrikes regent gemensamt med sin make under sin brors omyndighet. Formellt var hon endast en av flera personer med säte i förmyndarregeringen. I verkligheten både var och omtalades hon öppet som regent. Hon ska ha dominerat sin make, som inte spelade någon som helst politisk roll.
Som regent bevarade hon landets centralstat mot feodal upplösning, särskilt mot Orléanspartiet som gjorde uppror under det så kallade Galna kriget 1485–1488. Hon delade dock även ut förläningar till den upproriska adeln och offrade flera av faderns gunstlingar. 
År 1485 stödde hon Henrik VII av England med trupper för att störta Rikard III av England från tronen. Anne avslutade slutgiltigt hundraårskriget genom Fördraget i Etaples. 
Hon inlemmade år 1491 Bretagne i Frankrike genom att tvinga Anna av Bretagne att gifta sig med brodern sedan hon med framgång lett Frankrikes krig mot Bretagne till seger. 
Hon säkrade arvsföljden till hertigdömet Bourbon för sig och sin make efter makens avlidne barnlöse bror genom att förklara makens brorson illegitim, och säkrade därmed rikedom och egen maktbas för sig och sin dotter, trots att både hennes far och hon själv under sin regering annars hade bekämpat autonoma lokalmonarkier av detta slag. Orsaken var möjligen att hon behövde en egen bas att dra sig tillbaka till, då hon förutsåg att hennes bror, som vid denna tidpunkt närmade sig sin tjugonde födelsedag, inte skulle acceptera hennes förmynderskap länge till. Hennes avgång som Frankrikes regent var diffus just för att hennes ställning som sådan inte var klart definierad. När hennes bror kungen fyllde 20 och för flera år sedan passerat en fransk kungs formella myndighetsålder, torde hon ha börjat förbereda sin avgång. Den 28 juni 1491 frigavs hertigen av Orleans och tilläts återvända till hovet och försona sig med kungen. Den 6 december ägde bröllopet mellan kungen och Anne av Bretagne rum. Den 5 juli 1492 avgav kungaparet, hertigen av Orleans och Anne och hennes make en ed om att alltid älska och försvara varandra: därefter lämnade Anne det franska hovet med sin make och dotter och bosatte sig i sitt eget hertigdöme Bourbon, och hennes regering och period som regent var därmed avslutad. Hon bosatte sig sedan i Chantelle i Bourbon.

### Bourbons regent
Anne fick bara ett barn, Suzanne av Bourbon (1491–1521); då maken dog 1503 lyckades hon ta kontrollen över makens landområden som regent för dottern och försvara dotterns rätt som regerande hertiginna och gifte bort henne med Karl III av Bourbon. Anne övervakade uppfostran för många adliga flickor vid sitt hov, där de fick lära sig nya seder, som att snyta sig i näsdukar i stället för i fingrarna.